# 小林正人
小林 正人（こばやし まさと、1980年8月21日 - ）は、群馬県吾妻郡嬬恋村出身の元プロ野球選手（投手）、コーチ。左投左打。

## 経歴

### プロ入り前
小学3年の時に野球を始める。桐生第一高等学校では、3年時に第80回全国高等学校野球選手権大会に群馬代表で出場。一回戦で高知の明徳義塾に5―6でサヨナラ負けした。1年下に翌夏全国制覇を遂げる同じ左腕の正田樹がいた。その後、東海大学に進学する。首都大学リーグ通算11試合登板し4勝1敗。久保裕也（読売ジャイアンツ）の控えで4年春までは1試合しか登板できなかったが、大学4年の秋季リーグで4勝を挙げた。社会人野球入りを目指していたが入社が決まらず2002年のドラフト会議で中日ドラゴンズから6巡目指名を受けて入団した。背番号は30。

### プロ入り後
ルーキーイヤーの2003年、2004年は一軍登板なしに終わった。2004年のオフには、背番号が69へ変更された。
2005年は、9月1日の阪神タイガース戦で3年目にしてプロ初登板を果たす。しかしこの試合でいきなり桧山進次郎に頭部死球を与え危険球退場というデビューとなった。4試合に投げたうち3試合で失点してしまい、防御率は7点台に終わった。
2006年からは、当時ヘッドコーチだった森繁和の勧めでサイドスローに転向（森が西武ライオンズの現役時代に同僚だった永射保のビデオ映像を小林に渡したのがきっかけだった）、左打者へのワンポイント登板で起用されるようになった。序盤、一軍に上がるものの不調から登録抹消。再昇格すると、9月9日の対広島東洋カープ戦で5球でプロ初勝利を飾った。北海道日本ハムファイターズとの日本シリーズ第3戦では小笠原道大に対してワンポイントで登板したものの初球を死球にしてしまい1球で降板、登録も抹消された。
2007年は、シーズン前半で18試合に登板したが球宴直前に二軍落ちし、その後は一軍への再浮上は叶わず、クライマックスシリーズ・セ、日本シリーズでも、ベンチ入り、登板の機会は与えられなかった。シーズン終了後は久本祐一、吉見一起らと共にドミニカ・ウィンターリーグに派遣され、日本一パレードには参加できなかった。
2008年は、開幕から左のワンポイントリリーフとして起用された。
2009年は、開幕二軍スタートとなった。しかしネルソン・パヤノが右肩を故障した影響で昇格した4月24日の読売ジャイアンツ戦に登板し、プロ27人目の珍記録となる一球勝利を納めた。32試合に登板して防御率0.84を記録。育成枠で同姓の小林高也が入団したため、表記は｢小林｣から｢小林正｣になった。
2011年は髙橋聡文の離脱もあり1年間一軍に帯同し、キャリアハイとなる58試合に登板し防御率0.87、5勝無敗と前年に続き安定した成績を記録。左のワンポイントリリーフとして文句なしの成績を残した（当初の開幕28人枠は逃したもののエンジェルベルト・ソトが体調不良を起こしたことから鳴尾浜で行われた4月12日のウエスタン阪神戦後に一軍帯同先の横浜スタジアムに招集がかかる）。
2012年より、同姓の小林高也が巨人に移籍したため、小林姓が1人になって区別する必要はなくなったが、登録名を「小林正」（山本昌と同じく姓と名の区別無し）に変更。理由について本人は「画数の関係で」と答えている。
2013年からは登録名を本名に戻したため、表記は「小林」となっている。登板数は昨年より減少し、防御率は4点台であった。
2014年はシーズン初登板となった4月2日の阪神戦で1イニング6失点と打ち込まれると、試合後の二軍降格が決まった。2試合の登板に終わり、9月25日に球団から現役引退が発表された。10月1日の対横浜DeNAベイスターズ戦（ナゴヤドーム）を引退試合として、同じくこの年限りで現役引退する鈴木義広、三瀬幸司と共に登板し、6回一死に鈴木のあとを受けて登板し、ギジェルモ・モスコーソから三振を奪った。試合後のセレモニーでは「最後、このような形で終われるとは思わなかった」とあいさつした。

### 引退後
引退後の2015年より中日球団職員となり、広報部に所属。主に球団公式Twitterでのツイートを担当する。
2017年11月29日、中日ドラゴンズ監督付広報への職務変更が発表された。
2025年より、現場でコーチを務めることとなった。役職は二軍投手・育成コーチ。背番号は86。

## 選手としての特徴
平均球速約129km/hのボールをサイドスローから投げこむ。左打者に対する内角を突くシュートと外角へ逃げるスライダーを武器としている。現役時代はもっぱら左のワンポイントとして登板しており、一軍初登板を果たした2005年以外で投球回数が登板数を上回ったことがない。
現役時代は阿部慎之助（巨人）との対戦で無類の強さを見せたことから「阿部キラー」と呼ばれた。対戦成績は27打数4安打、打率1割4分8厘、0本塁打と圧倒。阿部自身に「顔を見るのも嫌」と言わしめた。なお、阿部と初めて会話したのは現役引退後であり、小林は「現役時代に接点があると、相手に情ができて投げにくくなるかもしれない。逆に自分の性格なども見抜かれるかもしれない。あくまで敵だった」と語り、プロの勝負師として徹底していた。また、金本知憲（阪神）と前田智徳（広島）にも滅法強く、特に前田は投手・小林がコールされると自ら交代を申し出るほどであった。

## 人物
愛称は「コバ」、「コバマサ」など。
同僚からの人望が厚く、吉見一起が選手会長を務めた2012～13年には相談役として入閣を求められることもあった。
高校時代から同学年の松坂大輔に憧れており、3年時の夏の甲子園では開会式で松坂に頼んで写真撮影をしている。それ以降は一切交流がなかったが、現役引退後の2018年に松坂が中日に移籍が決まると自身はチーム広報として初めて同僚となり、「今、大輔と一緒のチームにいることが、本当に嬉しい」と語っていた。

## 詳細情報

### 年度別投手成績
| 年 度      | 球 団      | 登 板 | 先 発 | 完 投 | 完 封 | 無 四 球 | 勝 利 | 敗 戦 | セ 丨 ブ | ホ 丨 ル ド | 勝 率 | 打 者 | 投 球 回 | 被 安 打 | 被 本 塁 打 | 与 四 球 | 敬 遠 | 与 死 球 | 奪 三 振 | 暴 投 | ボ 丨 ク | 失 点 | 自 責 点 | 防 御 率 | W H I P |
| ---------- | ---------- | ----- | ----- | ----- | ----- | -------- | ----- | ----- | -------- | ----------- | ----- | ----- | -------- | -------- | ----------- | -------- | ----- | -------- | -------- | ----- | -------- | ----- | -------- | -------- | ------- |
| 2005       | 中日       | 4     | 0     | 0     | 0     | 0        | 0     | 0     | 0        | 0           | ----  | 21    | 4.2      | 5        | 1           | 1        | 0     | 1        | 6        | 0     | 0        | 4     | 4        | 7.71     | 1.29    |
| 2006       | 中日       | 23    | 0     | 0     | 0     | 0        | 1     | 0     | 0        | 3           | 1.000 | 56    | 12.0     | 10       | 0           | 5        | 0     | 3        | 12       | 0     | 0        | 8     | 7        | 5.25     | 1.25    |
| 2007       | 中日       | 18    | 0     | 0     | 0     | 0        | 0     | 1     | 0        | 3           | .000  | 49    | 11.1     | 9        | 1           | 6        | 2     | 1        | 9        | 0     | 0        | 5     | 3        | 2.38     | 1.32    |
| 2008       | 中日       | 46    | 0     | 0     | 0     | 0        | 0     | 2     | 1        | 10          | .000  | 133   | 28.2     | 33       | 4           | 12       | 3     | 3        | 21       | 1     | 0        | 18    | 14       | 4.40     | 1.57    |
| 2009       | 中日       | 32    | 0     | 0     | 0     | 0        | 3     | 1     | 0        | 1           | .750  | 82    | 21.1     | 15       | 1           | 7        | 0     | 1        | 19       | 1     | 0        | 2     | 2        | 0.84     | 1.03    |
| 2010       | 中日       | 36    | 0     | 0     | 0     | 0        | 0     | 0     | 0        | 6           | ----  | 82    | 21.0     | 17       | 1           | 2        | 0     | 2        | 16       | 0     | 0        | 5     | 5        | 2.14     | 0.90    |
| 2011       | 中日       | 58    | 0     | 0     | 0     | 0        | 5     | 0     | 0        | 18          | 1.000 | 106   | 31.0     | 10       | 0           | 7        | 1     | 2        | 26       | 0     | 0        | 4     | 3        | 0.87     | 0.55    |
| 2012       | 中日       | 41    | 0     | 0     | 0     | 0        | 2     | 0     | 0        | 14          | 1.000 | 89    | 20.2     | 16       | 1           | 5        | 1     | 3        | 17       | 0     | 0        | 3     | 3        | 1.31     | 1.02    |
| 2013       | 中日       | 33    | 0     | 0     | 0     | 0        | 0     | 0     | 0        | 6           | ----  | 67    | 15.1     | 18       | 0           | 3        | 0     | 1        | 7        | 0     | 0        | 7     | 7        | 4.11     | 1.37    |
| 2014       | 中日       | 2     | 0     | 0     | 0     | 0        | 0     | 0     | 0        | 1           | ----  | 12    | 1.1      | 7        | 0           | 1        | 0     | 0        | 1        | 0     | 0        | 6     | 6        | 40.50    | 6.00    |
| 通算：10年 | 通算：10年 | 293   | 0     | 0     | 0     | 0        | 11    | 4     | 1        | 62          | .733  | 697   | 167.1    | 140      | 9           | 49       | 7     | 17       | 134      | 2     | 0        | 62    | 54       | 2.90     | 1.13    |

### 記録
- 初登板：2005年9月1日、対阪神タイガース17回戦（阪神甲子園球場）、7回裏に4番手で救援登板、1回0/3を2失点
- 初奪三振：同上、7回裏に金本知憲から見逃し三振
- 初ホールド：2006年5月3日、対横浜ベイスターズ4回戦（ナゴヤドーム）、6回表無死に2番手で救援登板、2/3回を無失点
- 初勝利：2006年9月9日、対広島東洋カープ16回戦（広島市民球場）、7回裏2死に4番手で救援登板、1/3回を無失点
- 初セーブ：2008年8月19日、対横浜ベイスターズ13回戦（平塚球場）、9回裏1死に5番手で救援登板・完了、2/3回を無失点

### その他の記録
- プロ初登板での危険球退場：初登板参照、8回裏に桧山進次郎に頭部死球 ※史上初
- 1球勝利投手：2009年4月24日、対読売ジャイアンツ4回戦（東京ドーム）、9回裏に李承燁から一飛　※史上27人目

### 背番号
- 30（2003年[2] - 2004年）
- 69（2005年[3] - 2014年）
- 86（2025年[13] - ）

### 登録名
- 小林 正人（こばやし まさと）（2003年 - 2011年、2013年 - 2014年）
- 小林正（こばやしまさ）（2012年）